# Thaloe
Thaloe là một chi nhện trong họ Anyphaenidae.